# Baby, Get It On
Singles de Tina Turner
- Whole Lotta Love
(1976)
Pistes de Acid Queen
Whole Lotta Love
(5) Bootsy Whitelaw
(7)
Baby Get It On est une chanson de Tina Turner, issue de son deuxième album studio Acid Queen. Elle sort en 1975 en tant que premier single de l'album. C'est également le premier single solo de l'artiste, aucun titre n'ayant été tiré de son premier album Tina Turns the Country On!.